# 小田良古墳
小田良古墳（おだらこふん）は、熊本県宇城市三角町にある古墳。1979年（昭和54年）10月23日、国の史跡に指定された。

## 概要
小田良古墳は、この宇土半島の北岸の海岸近くせまった低い丘陵の先端部に営まれた古墳である。この古墳は径20メートルくらいの円墳であったとみられるが、既に封土の大半を失い、石室附近に石室用材が積まれていて「珍韓さん」と俗称されていたものである。1977年（昭和52年）、三角町教育委員会が実施した予備的調査で装飾古墳であることが判明し、1978年（昭和53年）に同町教育委員会が本格的な調査を行った。
古墳上は海抜7.2メートルの畑地となっていて、畑地に石室周りの石障上縁が見える程度まで封土を削土されていた。石障は4面が残り、東西1.9メートル、南北1.85メートルで内部の礫床までの高さは0.65メートルを測る。この石障は砂岩を整形したもので厚さは8センチメートルである。石障の内側を東西方向の2列の仕切り石で区切り、南北西側に2区の屍床を設け、その底面にこぶし大の丸石をしいている。屍床の間の中央通路は屍床より若干低くなる。この石障の周囲には石室の壁の積石が残っている部分がある。そしてその石室は東西3.5メートル、南北3.2メートルの土壙をほりこんで構築したものである。石室の入口は西向きとみられ、石障の西側にＶ字形のくりこみがされている。また2列の仕切り石中央部にも浅いＶ字形のくりこみがみられる。
石障の4面には彫刻と彩色による装飾が施されている。装飾は北側に円文4、奥壁側の東側に円文3・靱2・楯2、南側に円文3・西側に円文2があり、いずれも2本の横線内に納められている。円文は直径17〜18センチメートルで中心孔がえぐられ、上下に2本の紐状の表現がある。楯には文様が施されている。また全体に塗布されたとみられる赤彩があるが残存状況はよくない。出土遺物としては、人骨片・刀子・小玉・鈴等がある。この古墳は構築状況や装飾文様、出土遺物からみて史跡千金甲古墳甲号に近いものとみられ、6世紀初めを前後する時期に営まれたものとみられている。
熊本県下には装飾古墳が集中する所があるが、宇土半島ではこれまで知られていなかった。本古墳の装飾は写実性があり石障系のものとして特色の多いものであり、重要なものである。